# Ляєнське князівство
Ляєнське князівство (нім. Fürstentum Leyen) — недовговічна держава, що існувала в Німеччині у 1806—1814 роках під час Наполеонівських війн. Входила до наполеонівського Рейнського союзу і була анклавом Великого герцогства Баденського.

## Історія

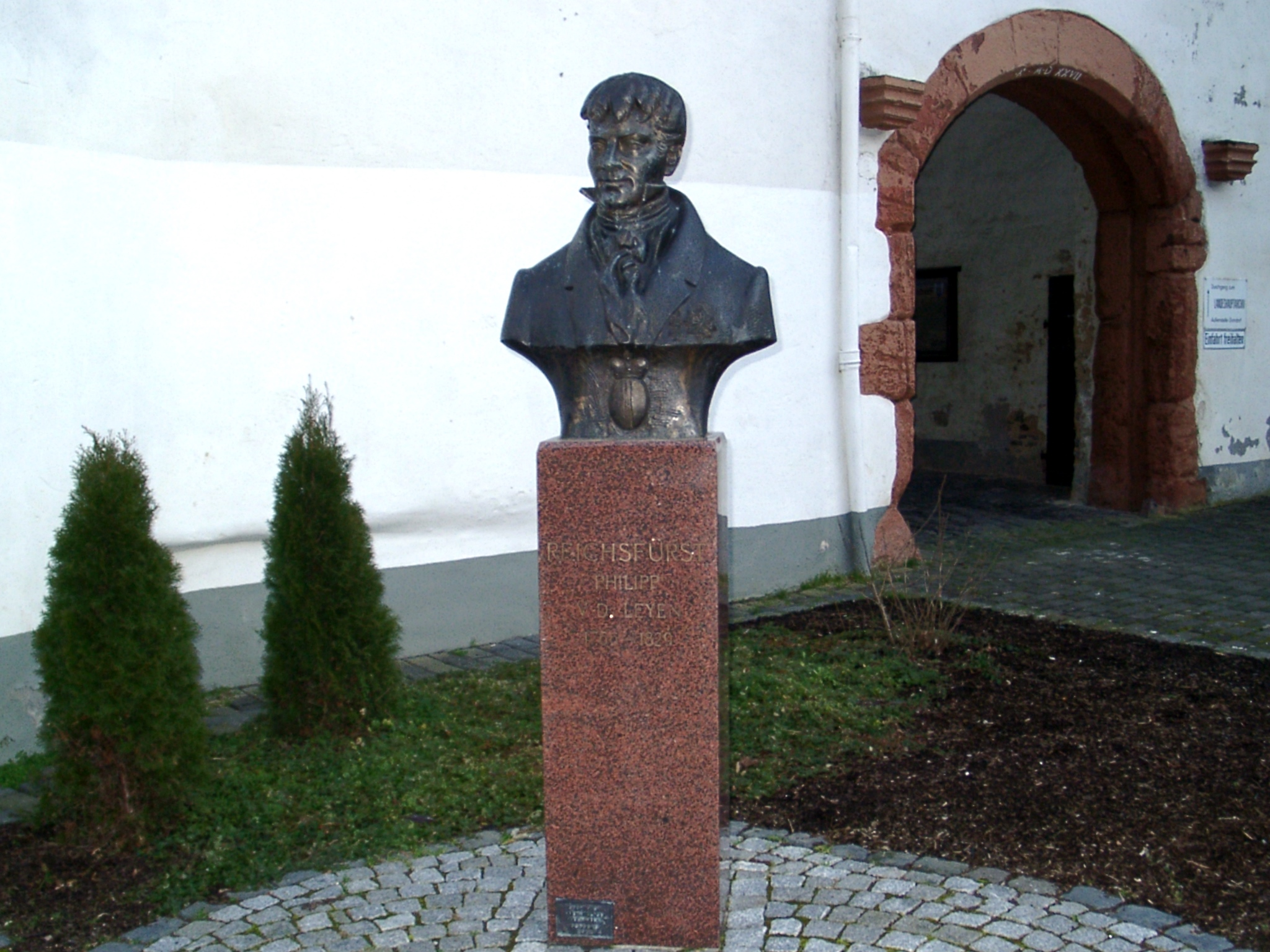
Бюст принца Філіпа-Франца

Князівство було створено після поразки Австрії в 1806 році, коли попередній граф Гогенгерольдсекський — Філіп Франц, племінник князя-примаса Карла Теодора фон Дальберга, був підвищений у ранг князя, а його землі були перейменовані в Ляєнське князівство.
Князівство було членом Рейнського союзу протягом усього свого існування і політично підпорядковане Французькій імперії.
Князівство де-факто припинило своє існування 30 травня 1814 року, коли воно було окуповане військами антифранцузької Шостої коаліції. Після поразки Наполеона Віденський конгрес вирішив повернути його Австрії. У 1819 році Австрія передала землі герцогства Великому герцогству Баденському.

## Князі Ляєнські
- 1806—1814 — Філіп Франц (при народженні Philipp Franz Wilhelm Ignaz Fürst von der Leyen und zu Hohengeroldseck, 1 серпня 1766 — 23 листопада 1829), після 1814 року єдиний титулярний принц Ляйєнський.